# 短鮡
短鮡，為輻鰭魚綱鯰形目骨鮡科的其中一種，為熱帶淡水魚類，分布於亞洲印度及孟加拉淡水流域，體長可達7.8公分，棲息在岩石底質溪流底層水域，生活習性不明。